# Peter Michelsen (Politiker)

Peter Michelsen

Peter Michelsen (* 12. Dezember 1866 in Wester-Ackebye, Kreis Schleswig; † 11. November 1936 in Flensburg) war ein deutscher Politiker (SPD).

## Leben und Wirken
Peter Michelsen wurde als Sohn eines Hauszimmermanns und Maurers geboren. Nach dem Besuch der Volksschule in Taarstedt absolvierte er von 1882 bis 1886 eine Schuhmacherlehre in seiner Heimatstadt. 1890 trat er in den Verband der Schuhmacher Deutschlands und 1893 in die Sozialdemokratische Partei Deutschlands (SPD) ein. 1891 heiratete er. Ab 1894 arbeitete Michelsen in der „Schäftemacherei“ als Stepper. Ab 1899 verdiente er seinen Lebensunterhalt als Zuschneider. 
1910 wurde Michelsen in Flensburg zum Arbeitersekretär gewählt. 1906, 1907 und 1912 trat er im 1. beziehungsweise 2. schleswig-holsteinischen Wahlkreis erfolglos als SPD-Kandidat für den Reichstag an. 1912 wurde er Stadtverordneter in Flensburg.
Während des Ersten Weltkriegs war Michelsen in der sozialen Fürsorge in Flensburg tätig: Er übernahm Aufgaben als Berufsberater für Kriegsbeschädigte und in der Lebensmittelversorgung der Stadt. Nach der Novemberrevolution von 1918 wurde er in den Vollzugsausschuss des Arbeiter- und Soldatenrates in Flensburg gewählt. Als Beigeordneter übernahm er zudem Aufgaben beim Landrat des Kreises Flensburg.
Im Januar 1919 wurde Michelsen in die Weimarer Nationalversammlung gewählt, in der er den Wahlkreis 14 (Schleswig-Holstein) vertrat. Anschließend gehörte er noch einige Monate lang dem ersten Reichstag der Weimarer Republik als Abgeordneter an, bevor er am 20. Februar 1921 – nach einer Neuwahl im Wahlkreis 14 – vorzeitig aus dem Parlament ausschied.
1925 heiratete er zum zweiten Mal.